# Laciniodes unistirpis
Laciniodes unistirpis es una especie de polillas perteneciente a la familia Geometridae. La especie fue descrita por primera vez por el entomólogo británico Arthur Gardiner Butler en 1878, con distribución en Japón. El sintipo de la especie fue descrita en los alrededores de Hakodate.